# Tortuera
Tortuera bezeichnet einen Ort und eine Gemeinde (municipio) mit 157 Einwohnern (Stand: 2024) im Nordosten der Provinz Guadalajara in der Autonomen Gemeinschaft Kastilien-La Mancha in Zentralspanien. 

## Lage
Tortuera liegt im Iberischen Gebirge im Osten der Provinz Guadalajara in einer Höhe von 1115 m. Die Entfernung zur westsüdwestlich gelegenen Provinzhauptstadt Guadalajara beträgt ca. 100 Kilometer (Fahrtstrecke). 

## Bevölkerungsentwicklung
| Jahr      | 1960 | 1970 | 1981 | 1991 | 2001 | 2011 | 2021 |
| Einwohner | 676  | 466  | 328  | 274  | 226  | 222  | 187  |

## Sehenswürdigkeiten

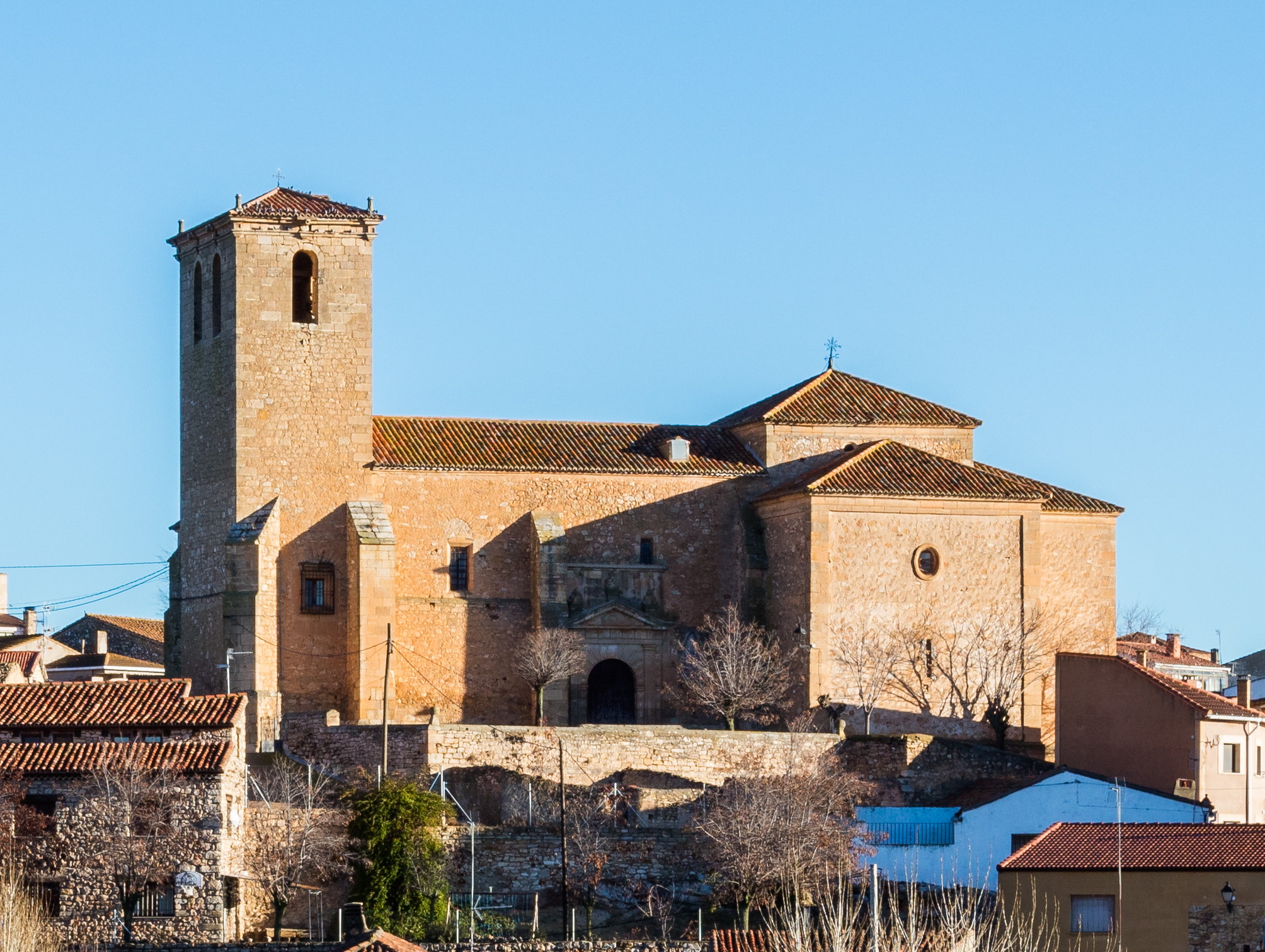
Peterskirche

- Peterskirche